# Serica egregia
Serica egregia är en skalbaggsart som beskrevs av Dawson 1921. Serica egregia ingår i släktet Serica och familjen Melolonthidae. Inga underarter finns listade i Catalogue of Life.